# 日本スペースイメージング
日本スペースイメージング株式会社は、東京都中央区に本社を置く日本の衛星画像企業。主に衛星画像の販売を行っており、マスコミなどへの画像提供などを行っている。

## 概要
衛星画像と情報から画像の提供や閲覧、加工や利用のためのサービスを提供しており、主にマスコミへの画像販売や、システム・解析を加えた情報データ利用などが行われているほか、大型パネルや広告、ゲームなどへの利用などもされている。
東日本大震災を受けて、自社ホームページにおいて発生以前と発生後の様子を比較した画像の公開を行っている。
現在までにイタリアのCOSMO-SkyMedやドイツのRapidEye、アメリカのジオアイ1号などの衛星画像を商用に利用している。アメリカのジオアイ1号などの日本上空での制御権を持ち、同衛星への写真撮影の指令なども行うことができる。さらに、財団法人リモート・センシング技術センターと協力して陸域観測衛星だいちの画像などを利用している。さらに、2013年11月に打ち上げられたSkybox Imaging社のSKYSATシリーズの日本上空での制御権も持ち、今後提供していく予定である。

日本ではそのほかにパスコが地球観測を利用している。今後は、だいち2号の運用やさらに先のALOS、ASNAROの開発への関与を目標にしている。

## 沿革

### 設立
1994年に米国法が改正された後、三菱商事がロッキード・マーチンとともにスペースイメージング（現デジタルグローブ）の設立に関与し、これによって三菱商事はIKONOS衛星の極東地域での衛星画像の撮影、販売権を取得した。その後、1998年5月11日にこれらのデータの利用と販売を目的として日本スペースイメージング株式会社が設立された。

### 日立傘下へ
2013年1月にDigitalGlobe社がGeoEyeを吸収合併したことに伴い、DigitalGlobe社が運用する衛星の販売権を持つ日本スペース・イメージング及び日立製作所が販売体制を見なおした結果、2013年11月に三菱商事から日立製作所へ日本スペース・イメージング株式51%が譲渡され、日立製作所の子会社となった。